# Zinobeatz

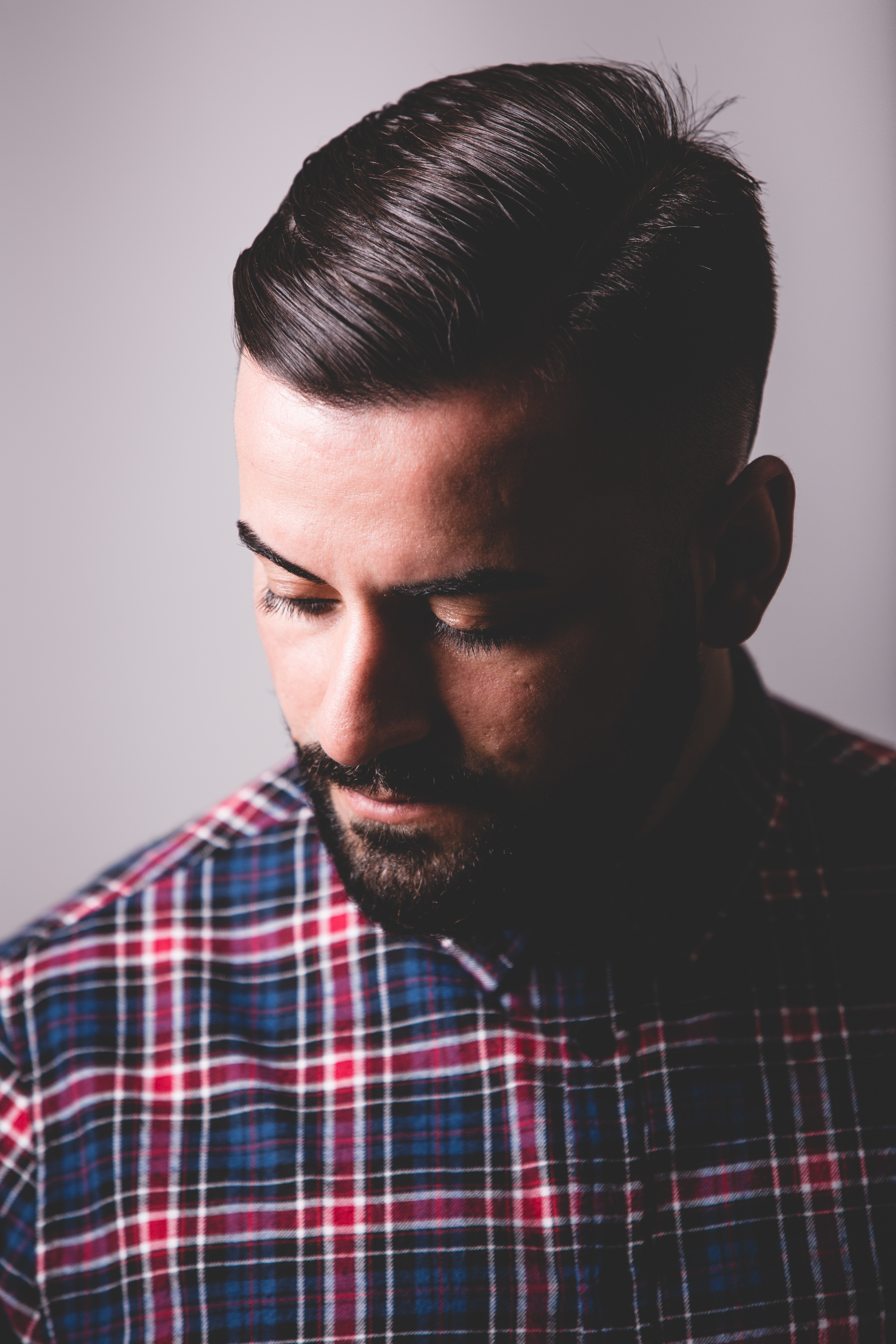
Zinobeatz (2016)

Zinobeatz (* 5. August 1986 in Karakocan, Türkei; bürgerlich Göcgel Sinan Dogan) ist ein deutscher Musikproduzent kurdischer Abstammung aus München.

## Leben
Göcgel Dogan zog im Alter von sechs Jahren mit seiner Familie nach Deutschland und entwickelte früh eine Begeisterung für Musik. Bereits mit 14 Jahren begann er, verschiedene Instrumente per Gehör zu spielen und eignete sich im Laufe der Zeit Kenntnisse in vier Instrumenten an. Im Alter von 18 Jahren startete er seine Karriere als Musikproduzent und entdeckte dabei seine Leidenschaft für die Vereinigung von digitaler Musik mit traditionellen Klängen. So gelang es ihm, einen eigenen Sound zu entwickeln.
Zinobeatz kann auf zahlreiche Veröffentlichungen in den Top 3 der deutschen Single- und Albumcharts zurückblicken. Seine Musik hat ihm eine treue Fanbase eingebracht. Neben seinen musikalischen Erfolgen hat Zinobeatz auch Kompositionen für die Film- und Werbeindustrie geschaffen.
Im Jahr 2020 gründete Zinobeatz das Unternehmen 29th Avenue Publishing. Der Verlag unterstützt nicht nur Autoren durch klassische Verlagsarbeit, sondern bietet auch einen aktiven Vertrieb von Instrumentals und Samples an. Zudem fungiert der Verlag als Ansprechpartner für Künstler und Produzenten der Musikindustrie. Das Hauptziel von 29th Avenue Publishing besteht darin, junge Talente zu fördern und ihnen neue Chancen zu bieten, indem sie deren Beats und Samples bei etablierten Künstlern platzieren.

## Produktionen

### 2010
- Fard – Intro auf Alter Ego (Album)

### 2011
- Tilos – Intro, Adrenalin, Stell dir vor, Gerechtigkeit, Was ist Gangster (feat. MC Bogy), Roulette, Sünden, Wiege des Betons (feat. Karsai), Kriegdisput, Zeitgeist (feat. Jeyz, Ömür), Maskerade (feat. Großes K, July Kaos), Wenn die erste Träne läuft, Stunden, Zerbrochene Spiegel, Outro auf VETO (Album)

### 2012
- Kurdo – 11 Ta Stock Sound (Single )
- Kurdo – Nike Kappe umgekehrt (Single )
- Kurdo – Werdegang (feat. CJ Taylor) auf 11 TA Stock Sound (Album)

### 2014
- Kurdo – Heimweh auf Slum Dog Millionär (Album)
- Kurdo – Slumdog (Single )

### 2015
- Kurdo – Almaz Musiq, Mama, Wüstenblume, Hayat, 24h auf Almaz (Album)
- Kurdo – Magie (Single )
- PA Sports – Meine Werte, Fernglas, Sommer (feat. KC Rebell, Kurdo) auf Eiskalter Engel (Album)
- Tilos – Intro, Sip Sip, Blackout, Kobra, Sumpf, Weit weg, William Wallace, cBoykotto Schizophren, Tagtraum (feat. Selam Araya, Ali As), Gotham, Ich will dich nicht (feat. Selam Araya), Nirvaaa, Nur ein Tag (feat. Mzeeo), A.S.S.O. auf Boykott (Album)

### 2016
- ASICS – Produkt: Chameleon Werbespot
- KONAMI – PES 2017 Accolades Trailer
- Kurdo – Intro, Verbrecher aus der Wüste, Lächeln wie ein Dieb, Ghetto Sha3bi (feat. Zifou), Uppercut Flow (feat. Payy), Sherazade (feat. Massari) auf Verbrecher aus der Wüste (Album)
- PA Sports – Ich würde gerne lieben (feat. Amir der Sänger) (Single )
- PA Sports – Kollateral (Single )
- Pro 7 (Daniel Aminati) – Mach Dich Krass Werbespot

### 2017
- 18 Karat – Illegaler Lifestyle auf Pusha (Album)
- ALDI SÜD (Daniel Aminati) – Mach Dich Krass Imagevideo
- Anita Latifi – Bea
- Azet – Qa bone (feat. RAF Camora) auf Fast Life (Album)
- Jeyz – Immer wenn du bei mir bist auf SMWDH (Album)
- Kianush – Skit auf Instinkt
- Kurdo – Letzter seiner Art, Vision auf Vision (Album)
- Kurdo & Majoe – Paranoia auf Blanco (Album)
- MC Bilal – Ausflug, Auge, Madame Tussauds, Traumfrau auf Alles Zu Seiner Zeit (Album)
- Miami Yacine – Casia, Sag Nichts auf Casia (Album)
- Mudi – Sabr (Single)
- Mudi – Verzeih mir auf Sabr (Album)
- PA Sports – Millionäre auf Verloren Im Paradies (Album)
- PA Sports & Kianush – Wie Sie Tanzt (Single)
- Samson Jones – Schmetterling, Feuerball auf Schmetterling (Album)
- Silla – Gun ziehen (feat. Mazen X, Sna) auf Blockchef (Album)
- Veysel – Enemies (feat. Eko Fresh) auf Hitman (Album)

### 2018
- 18 Karat – Hublot auf Geld Gold Gras (Album)
- Ardian Bujupi – Weit weg auf Arigato (Album)
- Azet – Qa bone, Yamamoto, Status auf Fast Life (Album)
- Azet – Nike Pullover (Single)
- Bass Sultan Hengzt – Ehrenhengzt (Single)
- Capital T – O Ma (Single)
- Fousy – Sinaloa Kartel, Sicario, Narcos auf 20 Mille (Album)
- Hooss (FR) – Ja ka vlejt (feat. Ardian Bujupi) auf WOODSTOCK (Album)
- Jeyz & Calo – Film auf Detailz (Album)
- King Khalil – An der Bong (feat. Capital Bra) auf Kuku Effekt (Album)
- Kurdo – Mamlakat Ghetto (Single)
- Kurdo – Blutgruppe Ghetto (Single)
- Kurdo – Wellou (Single)
- Kurdo – PUMA x Marseille (Single)
- Majoe – Flug (Single)
- Massiv – Milieu (Single)
- Mert – DIGGI auf Delikanli (Album)
- PA Sports & Kianush – Intro, Desperadoz II (Album)
- PA Sports & Kianush – Träne (Single)
- PAYY – Macarena (Single)
- Summer Cem – Shukran für nix auf Endstufe (Album)

### 2019
- Ardian Bujupi – Wallah ich Leb (Single)
- Ardian Bujupi – Allerletzter Song, Nicht Bereit, Auf der Street, auf Rahat (Album)
- Azan – Arriba (Single)
- Azad feat. Adel Tawil, Jeyz Lass nicht mehr los auf Der Bozz 2 (Album)
- Bass Sultan Hengzt – Bester Mann (Single)
- Bass Sultan Hengzt – Nightmare, Gangbanger, Manege Frei auf Bester Mann (Album)
- ENO – Filim auf Fuchs (Album)
- Fousy – Magnum feat. Kurdo (Single)
- Fousy – Alelo (Single)
- Fousy – Himalaya (Single)
- Gent – 100 K (feat. Kurdo) (Single)
- Gent – Ju Dua auf Kann (Album)
- Jala brat – MAT (Single)
- Jiggo feat. Ben-E – Strip (Single)
- KC Rebell – Hasso (Single)
- KC Rebell – Neue Zeit auf Baller (EP)
- Kool Savas – Wasser Reichen auf KKS (Album)
- Krime – Gib mir mehr davon (Single)
- Kurdo – Gesamtes* 11 TA Stock Sound II (Album)
- Kurdo – Alles Coco (Single)
- Kurdo – Nala (Single)
- Kurdo – Regentropfen (Single)
- Kurdo – Slumdog in Allemange (Single)
- Kollegah – Renaissance (OUTRO) auf Alphagene II (Album)
- Massiv feat. Ramo – Hunger & Frust (Single)
- Mero – Unikat auf Unikat (Album)
- Melisa Carolina – Caliente (Single)
- Melisa Carolina feat. Farina – Caliente REMIX (Single)
- Melisa Carolina POCO (Single)
- Metrickz – Dieser Junge auf Mufasa (Album)
- Metrickz – Zeitmaschine auf Mufasa (Album)
- Milonair – Suge Knight (Single)
- Milonair feat. Gzuz – Keine große Sache auf G.T.A (Album)
- Mortel – Elektra auf Schwarz auf Weiss (Album)
- Payy – Safe, Woran wartest du feat. Kurdo auf Hayat (Album)
- Play 69 – Very important auf Kugelsicherer Jugendlicher (Album)
- Ricky Rich feat. Ardian Bujupi – Milion (Single)
- Yuzuf – Bam Bam (Single)
- Yuzuf – 24/7 (Single)

### 2020
- Kurdo – Habiba Prima (Single)
- Kurdo – Le Hayat (EP – Album)
- Miami Yacine – Henry Hill (Album)
- Sipo & Play69 – Swipe Up (Album)
- King Khalil feat. Azad – Babylon (Album)
- Noah – Zivi (Album)
- Massiv feat. Ramo – Nike Shirt (Album)
- Yuzuf – Alles normal (Single)
- Dani – Mafiosi (Single)
- Olexesh – Dejavus im Kopf (Single)
- Kalazh44 – Louis Bag, Gin (Album)
- Milonair – Heiss in der Hood, Narben (Album)
- Mero – Ben Elimi Sana Verdim (Single)
- Nu51 – Visin (Album)
- Azan – Geisterstradt (Single)
- Zuna – 1 Stunde (Single)
- KADR – Zaman (Single)
- Nazar – Intro, Ljh (Album)
- Zuna – Nshallah (Single)

### 2021
- Kurdo – Miserabel (Single)
- Kurdo – NKT (Single)
- KADR – Hakim Bey (Single)
- Kurdo – Pismam (Single)
- EGALITE – by Kida Ramadan (Filmmusik)
- Noizy – Lagja (Single)
- KADR – Sadece Seni Sevsen (Single)
- Slavik – Durch die Nacht (Single)

### 2022
- Kurdo feat. Capo – Awimbawe (Single)
- Kurdo – Miserabel (Album)
- Kc Rebell – Dewo (Album)
- KADR – Sikinti Yok (Single)
- Capital Bra x NGEE - Echte Berliner (Single)
- Zuna - North Data ( Album )
- Zinobeatz x Olexesh x Malik Montana - Kurwas & Schaschlik (Single)

### 2023
- Young Thug feat. Drake – Parade on Cleveland (Album)
- Mutebaby, Metro Boomin - Metro (Single)

### Chartplatzierungen als Autor und Produzent

#### Singles
| Jahr | Titel Interpret(en)           | Höchstplatzierung, Gesamtwochen, AuszeichnungChartplatzierungen (Jahr, Titel, Interpret[en], Platzierungen, Wochen, Auszeichnungen, Anmerkungen) | Höchstplatzierung, Gesamtwochen, AuszeichnungChartplatzierungen (Jahr, Titel, Interpret[en], Platzierungen, Wochen, Auszeichnungen, Anmerkungen) | Höchstplatzierung, Gesamtwochen, AuszeichnungChartplatzierungen (Jahr, Titel, Interpret[en], Platzierungen, Wochen, Auszeichnungen, Anmerkungen) | Anmerkungen                                                 |
| Jahr | Titel Interpret(en)           | DE | AT | CH | Anmerkungen                                                 |
| ---- | ----------------------------- | --- | --- | --- | ----------------------------------------------------------- |
| 2017 | Qa bone Azet feat. RAF Camora | DE13 Gold · (20 Wo.)DE | AT17 Gold · (18 Wo.)AT | CH30 Gold · (14 Wo.)CH | Erstveröffentlichung: 22. Dezember 2017 Verkäufe: + 225.000 |